# Blændet af solen
Blændet af solen er en børnefilm fra 2008 instrueret af Thomas Holtermann Østgaard efter eget manuskript af Thomas Holtermann Østgaard og Søren Lind.

## Handling
Den unge dreng, Ivan, er fast besluttet på at vinde landsbyens årlige solsikke-konkurrence. Til at hjælpe sig har han sin bedste og eneste sande ven, pigen Josefine. Mens de to sammen arbejder på at gro byens største solsikke mærker Ivan, at hans følelser for Josefine begynder at vokse. Men Ivan opdager til sin store overraskelse, at Josefine gemmer på en mørk hemmelighed.